# Bonner SC
Bonner Sport-Club 01/04 e. V. – niemiecki klub piłkarski z siedzibą w mieście Bonn, grający w Oberlidze (grupa Mittelrhein), stanowiącej piąty poziom rozgrywek.

## Historia
Klub został założony w 1965 roku w wyniku fuzji drużyn Bonner FV i Tura Bonn. Nigdy nie występował w najwyższej klasie rozgrywkowej. Spędził za to pięć sezonów drugiej lidze, cztery w czasach Regionalligi, a także jeden w 2. Bundeslidze.
| Sezon     | Poziom | Liga               | Miejsce                       |
| --------- | ------ | ------------------ | ----------------------------- |
| 1966/1967 | 2      | Regionalliga West  | 17. (spadek)                  |
| 1968/1969 | 2      | Regionalliga West  | 15.                           |
| 1969/1970 | 2      | Regionalliga West  | 13.                           |
| 1970/1971 | 2      | Regionalliga West  | 17. (spadek)                  |
| 1976/1977 | 2      | 2. Bundesliga Nord | 16. (spadek; utrata licencji) |

### Bonner FV
Klub został założony w 1901 roku. W pierwszej lidze niemieckiej występował w przez 10 sezonów w latach 30. i na początku lat 40., w czasach Gauligi, a także przez dwa sezony tuż po II wojnie światowej, kiedy to liga okręgowa była najwyższym szczeblem rozgrywek.
| Sezon     | Poziom | Liga                          | Miejsce     |
| --------- | ------ | ----------------------------- | ----------- |
| 1933/1934 | 1      | Gauliga Mittelrhein           | 5.          |
| 1934/1935 | 1      | Gauliga Mittelrhein           | 7.          |
| 1935/1936 | 1      | Gauliga Mittelrhein           | 3.          |
| 1936/1937 | 1      | Gauliga Mittelrhein           | 7.          |
| 1937/1938 | 1      | Gauliga Mittelrhein           | 9. (spadek) |
| 1939/1940 | 1      | Gauliga Mittelrhein (grupa 2) | 2.          |
| 1940/1941 | 1      | Gauliga Mittelrhein           | 7.          |
| 1941/1942 | 1      | Gauliga Köln-Aachen           | 9.          |
| 1942/1943 | 1      | Gauliga Köln-Aachen           | 5.          |
| 1945/1946 | 1      | Kreisklasse Bonn              | 4.          |
| 1946/1947 | 1      | Rheinbezirk-Liga              | 9.          |

### Tura Bonn
Klub powstał w 1925 roku w wyniku fuzji zespołów FC Normannia 03 oraz FC Borussia. W Gaulidze, będącej wówczas najwyższym poziomem rozgrywek, występował przez sześć sezonów.
| Sezon     | Poziom | Liga                          | Miejsce     |
| --------- | ------ | ----------------------------- | ----------- |
| 1935/1936 | 1      | Gauliga Mittelrhein           | 2.          |
| 1936/1937 | 1      | Gauliga Mittelrhein           | 8.          |
| 1937/1938 | 1      | Gauliga Mittelrhein           | 7.          |
| 1938/1939 | 1      | Gauliga Mittelrhein           | 3.          |
| 1939/1940 | 1      | Gauliga Mittelrhein (grupa 2) | 3.          |
| 1940/1941 | 1      | Gauliga Mittelrhein           | 8. (spadek) |

## Reprezentanci kraju grający w klubie
| - Mohammad Reza Adelkhani - Vladimir Alejo - George Alhassan - Mustafa Arslanović - Hans Bongartz - Herbert Dörner - Maycoll Cañizalez - Brent Goulet - Matthias Heidemann - Karl Höger - Willi Hutter - Bekim Kastrati - Gentian Muça - Aleksander Kłak - Theo Koenen - George Mbwando | - Henry McKop - Rodalec Sousa Miyamou - Wiktor Pasulko - Ernst Poertgen - Jake Rennie - Oliver Risser - Alex da Rosa - Andrzej Rudy - Masih Saighani - Josef Schümmelfelder - Coşkun Taş - Horacio Troche - Assimiou Touré |